# Anhammus luzonicus
Anhammus luzonicus là một loài bọ cánh cứng trong họ Cerambycidae.